# Elroy (Wisconsin)
Elroy è una città degli Stati Uniti d'America, situata in Wisconsin, nella Contea di Juneau.